# كيث بيكوك
كيث بيكوك (بالإنجليزية: Keith Peacock)‏ (2 مايو 1945 في المملكة المتحدة - ) هو مدرب كرة قدم ولاعب كرة قدم بريطاني في مركز الوسط. لعب مع تشارلتون أثلتيك وتامبا باي راوديز وColumbus Magic ‏.

## وصلات خارجية
- كيث بيكوك على موقع قاعدة بيانات كرة القدم.إي يو (الإنجليزية)